# Celadon

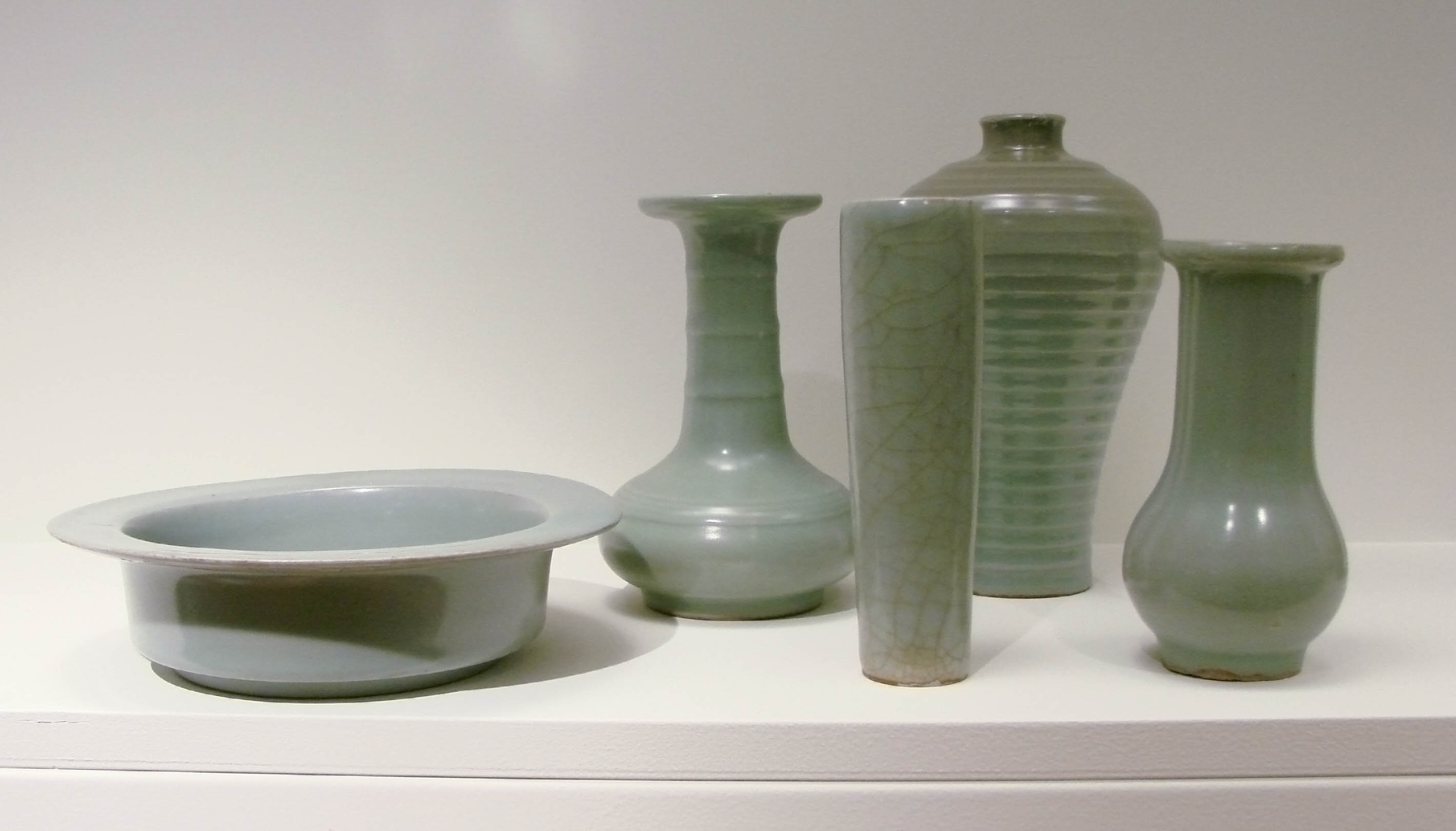
Naczynia celadanowe z wytwórni Longquan z czasów Południowej dynastii Song. XIII w. Muzeum Guimet w Paryżu

Celadon, seladon (chiń. upr. 青瓷; chiń. trad. 青瓷; pinyin qīngcí) – typ ceramiki chińskiej, charakteryzujący się grubymi ściankami i szarawym szkliwem o barwie zielonkawej z całą gamą odcieni aż do oliwkowych i szarawych. Ceramika ta produkowana była w wytwórni Longquan w prowincji Zhejiang od IX wieku, później również w Korei. Wśród wyrobów najczęściej znajdowały się czarki i naczynia z wykonaną podszkliwnie dekoracją reliefową, wytłaczaną, rzeźbioną o wzorach przedstawiających motywy kwiatowe lub zwierzęce. Celem przyświecającym twórcom celadonu było stworzenie taniej imitacji drogiego nefrytu.
Dzięki swojej ścisłej strukturze i grubym ściankom wyroby z celadonu używane były do transportu morskiego i dotarły do odległych zakątków świata, m.in. do Egiptu i Konstantynopola. Świadectwem rozpowszechnienia celadonu jest jego pierwotna nazwa, martabani, pochodząca od birmańskiego portu Martaban.
Nazwa celadonu wywodzi się prawdopodobnie od imienia sułtana Saladyna panującego w XII w., który posiadał chińską kolekcję tej ceramiki, lub od koloru szaty Celadona, bohatera siedemnastowiecznego romansu pasterskiego Honoré d’Urfé. 
Od nazwy ceramiki pochodzi nazwa jej koloru, seledynowego.